# Istanti (singolo)
Istanti è un singolo del duo musicale italiano I Desideri e della cantante Chiara Galiazzo, pubblicato il 5 gennaio 2024.

## Descrizione
Il testo del brano è stato scritto da Nicola Bortone, Giuliano Iadicicco, su musica di Amedeo Perrotta e Salvatore Iadicicco. Presenta un sound urban contemporaneo ed è cantato parte in italiano e parte in napoletano.

## Video musicale
Il videoclip del brano è stato girato da Lucrezio TV (Lucrezio Catapano) ed è uscito sul canale YouTube del duo in concomitanza con l'uscita del singolo.

## Tracce
Testi e musiche di Amedeo Perrotta, Giuliano Iadicicco, Nicola Bortone, Salvatore Iadicicco.
1. Istanti – 2:43